# Elisabetta Sirani
Elisabetta Sirani (Bologna, 8 gennaio 1638 – Bologna, 28 agosto 1665) è stata una pittrice ed incisora italiana, di stile barocco.
L'artista è ricordata non solo per le sue notevoli abilità artistiche, provate dalla presenza di numerose sue opere in varie collezioni europee, ma anche per essere stata una delle rare pittrici ad essersi occupata anche d'incisioni. Le sue doti artistiche, che spaziavano dalla pittura al disegno e all'incisione, le permisero di accedere nel 1660 all'Accademia di San Luca in qualità di professore. Due anni dopo sostituì il padre nella gestione della sua bottega artistica e la trasformò in una scuola d'arte per le ragazze, diventando così la prima donna d'Europa a gestire una scuola femminile di pittura.

## Biografia

### Infanzia

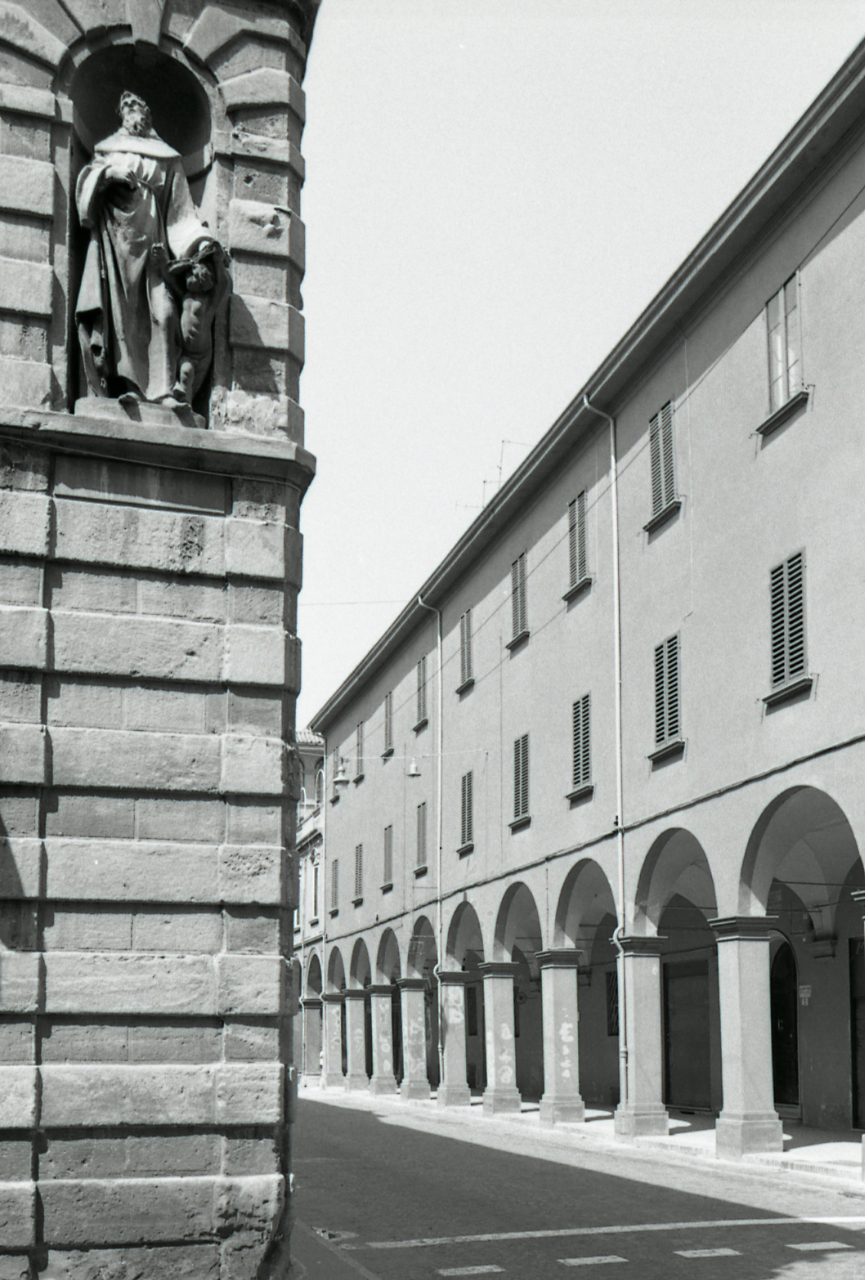
Casa di via Urbana 7, in cui nacque Elisabetta Sirani. Una lapide la ricorda.

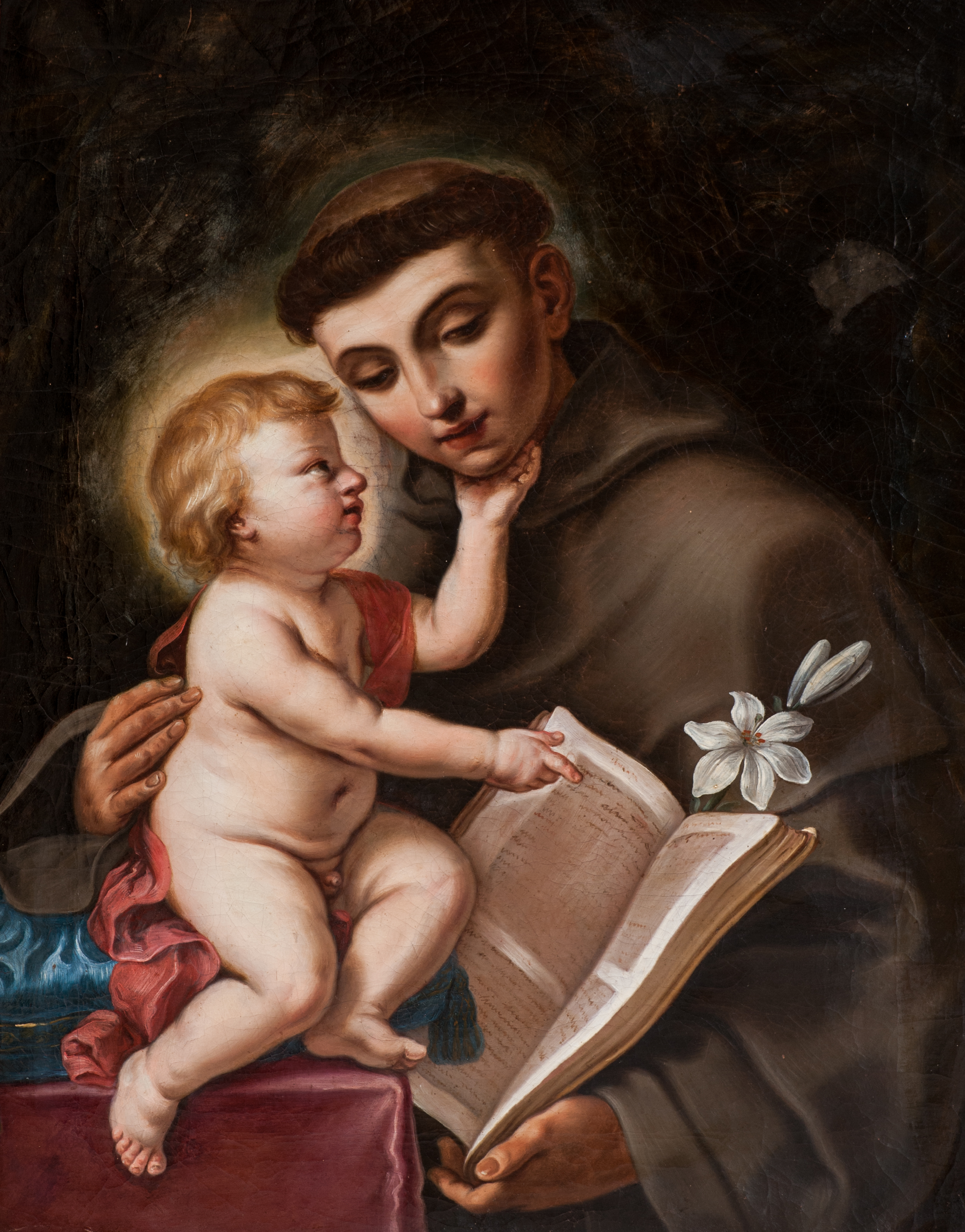
Sant'Antonio da Padova e Gesù bambino, collezione privata.

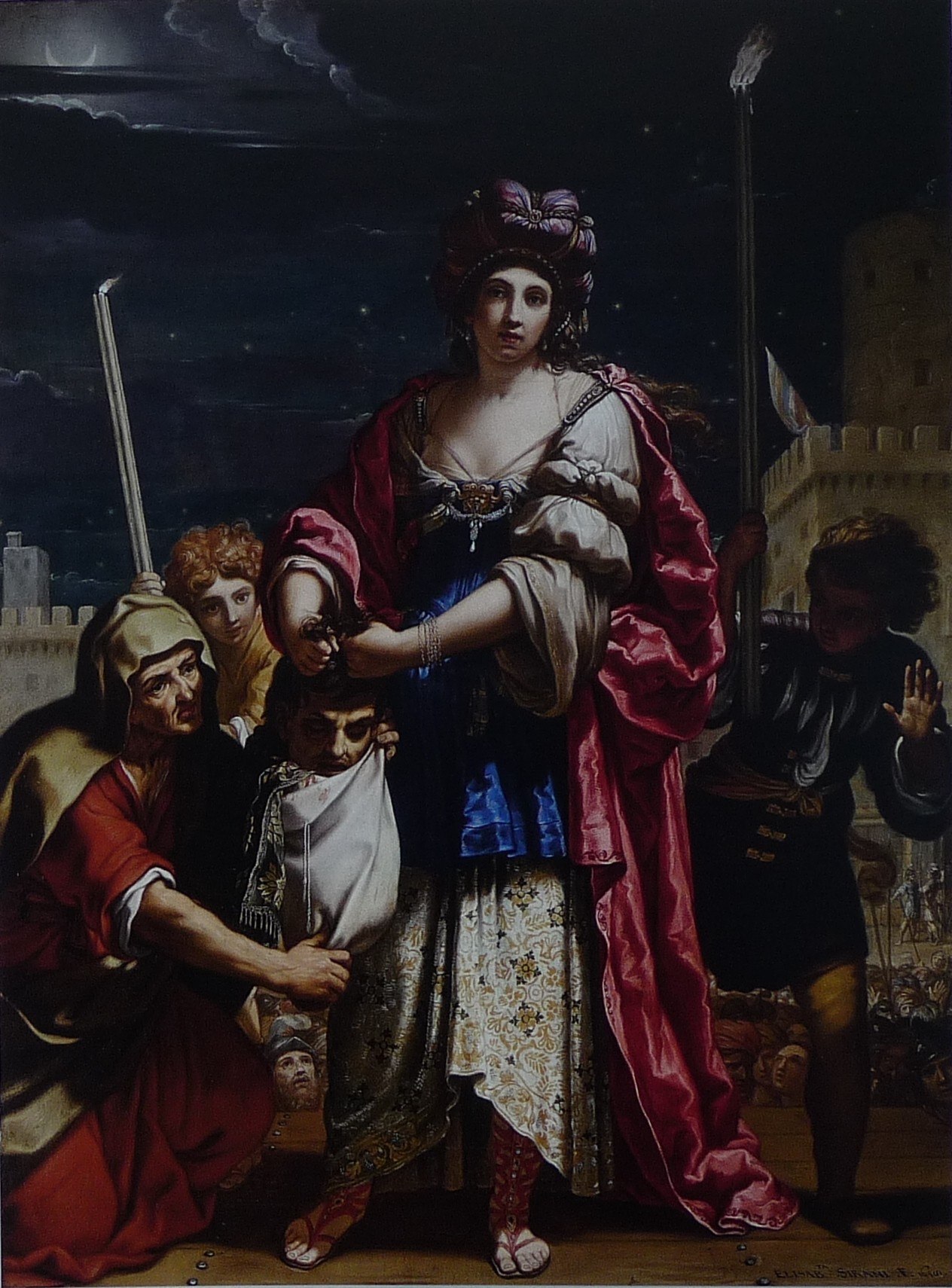
Giuditta con la testa d'Oloferne, 1658, Burghley House, Stamford.

Elisabetta fu la prima dei quattro figli di Margherita e Giovanni Andrea Sirani, affermato pittore bolognese, primo assistente di Guido Reni e mercante d'arte. Mentre Antonio, il più piccolo ed unico figlio maschio, si sarebbe dedicato alla medicina, Elisabetta studiò con le sorelle Barbara ed Anna Maria alla scuola paterna dove dimostrò subito talento e maestria realizzando alcuni ritratti già all'età di diciassette anni.

### Attività artistica
Iniziò la sua attività producendo dipinti di piccole dimensioni commissionati per la devozione privata, i cosiddetti "quadretti da letto". Uno di questi suoi primi lavori è il Sant'Antonio da Padova e Gesù bambino in collezione privata, in cui però la mano del padre interviene a dipingere il Cristo infante ed il manto del santo. Elisabetta divenne quindi nota per le sue rappresentazioni ispirate a temi sacri (in particolare come pittrice di Madonne) o di natura allegorica, nonché per i ritratti di donne eroine bibliche o letterarie (da Giuditta a Dalila, da Porzia a Cleopatra).
Nonostante la breve vita della pittrice bolognese, al catalogo delle sue opere si sono aggiunti ad oggi alcuni dipinti recentemente scoperti, prova dell'intensa attività in vita di Elisabetta Sirani; uno su tutti la Madonna orante della Pinacoteca Nazionale di Bologna, tornata nella città felsinea dopo 88 anni di assenza (era stata trafugata nel 1930), grazie al ricercatore cesenate Alex Cavallucci, già pubblicata da Adelina Modesti nel catalogo delle opere come dipinto perduto.
La sua tecnica era decisamente inconsueta per il tempo: tratteggiava infatti i soggetti con schizzi veloci e quindi li perfezionava con l'acquarello dimostrando gran disinvoltura o, per usare un termine dell'epoca, con "sprezzatura".
In un ambiente come quello artistico, ritenuto una prerogativa maschile e che di conseguenza mal tollerava "l'intrusione" di protagoniste femminili, Elisabetta eseguì in pubblico ed alla presenza dei suoi committenti (tra cui figuravano nobili e artistocratici, ecclesiastici e personalità di spicco come alcuni membri della famiglia Medici, la duchessa di Parma e quella di Baviera) una parte delle proprie opere non solo adeguandosi a una diffusa abitudine dell'epoca, ma anche per allontanare qualsiasi sospetto che non fosse una donna a dipingere con tanta bravura e «per sfatare le voci che vedevano il padre furbo "sfruttatore" di una inesistente capacità o abilità della figlia».
La Giustizia, la Carità e la Prudenza, 1664, Vignola.
Accanto alle tele, fin da giovane Sirani realizzò anche apprezzate incisioni all'acquaforte ricavate in genere dai suoi quadri. Le sono attribuite all'incirca 200 opere: una quantità ritenuta esagerata nei soli dieci anni in cui lavorò, anche se in verità non se ne conosce il numero reale a parte una lista che lei stessa iniziò a stendere in una fase già piuttosto avanzata della sua pur breve attività.

### La "scuola bolognese" e la "scuola delle donne"
L'artista fa parte di quello straordinario movimento pittorico barocco comunemente noto come scuola bolognese. Bologna, in particolare, fu una più prolifica officina italiana di artiste donne, che poterono esprimersi così efficacemente anche grazie alla protezione loro accordata dai rispettivi padri, come fu appunto per Elisabetta ma anche per Lavinia Fontana, figlia di Prospero, o per la romana Artemisia Gentileschi, figlia di Orazio, e la veneziana Marietta Robusti, figlia del Tintoretto e perciò chiamata "la Tintoretta".

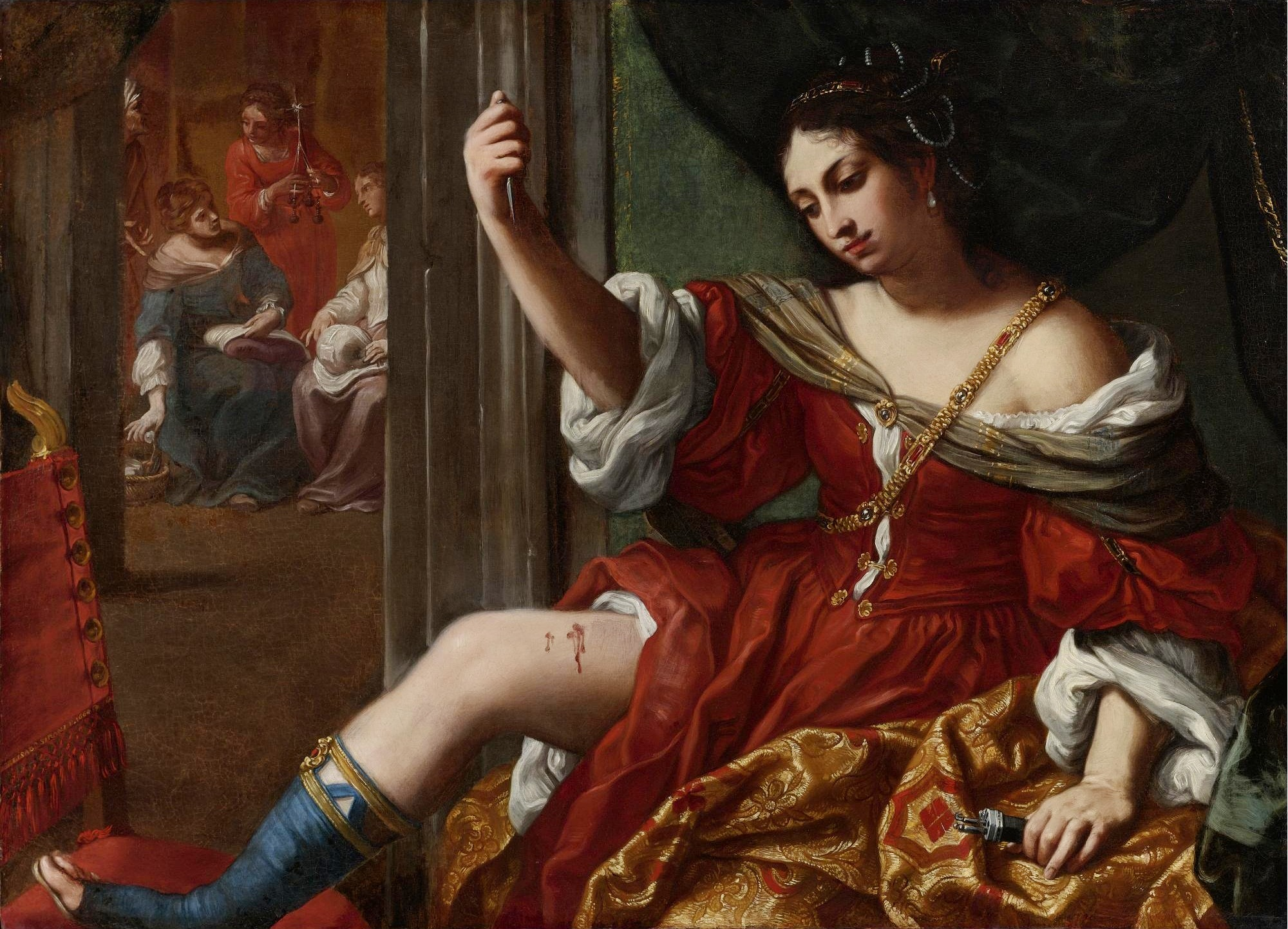
Porzia che si ferisce alla coscia, 1664, Collezioni d'Arte e di Storia della Fondazione Carisbo, Bologna.

Va comunque ricordato che in realtà nella casa e studio dei Sirani (di Giovanni Andrea prima e poi di Elisabetta, che gli subentrò intorno al 1662, quando la podagra e la chiragra gli impedirono di proseguire l'attività) operava una buona bottega di sole donne, tant'è che nelle opere della giovane pittrice è visibile una certa discontinuità, dovuta in alcuni dipinti proprio alla collaborazione delle allieve, mentre in quelli sicuramente autografi è chiara l'eredità ricevuta dall'insegnamento del padre e, attraverso lui, di Guido Reni e, ancor prima, di Raffaello.
Nel dipinto raffigurante San Giuseppe nell'atto di donare un fiore a Gesù bambino, del 1662, c'è un chiaro riferimento al San Giuseppe di Guido Reni di medesimo soggetto e composizione. Successivamente, con l'attenuarsi delle influenze dei suoi maestri, Elisabetta andò sviluppando progressivamente uno stile proprio ed indipendente, più naturalistico e realistico, più vicino alla sensibilità del Guercino e della scuola veneta, in cui pare stabilirsi una sorta di dialogo emotivo fra l'artista ed il soggetto delle sue opere.

### La morte

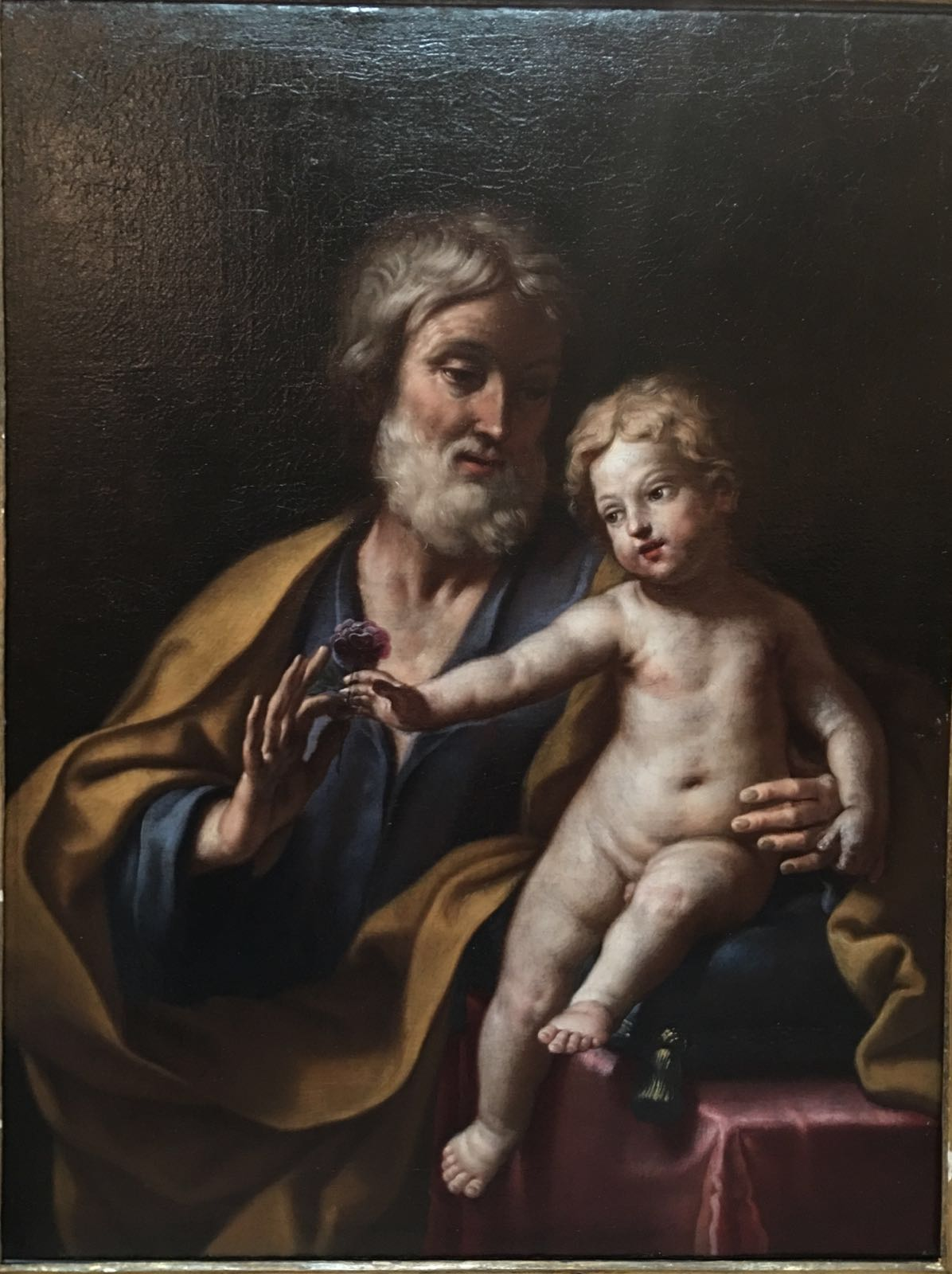
San Giuseppe e Gesù bambino. c. 1662

Tra le sue discepole figurava anche Ginevra Cantofoli, divenuta poi famosa non solo per le opere realizzate, ma anche per essere stata sospettata di veneficio ai danni della maestra per un'esasperata gelosia d'amore. In verità anche il padre, forse per invidia nei confronti della figlia, fu visto come responsabile della morte di Elisabetta. Nessuno dei tre indagati, compresa la domestica Lucia Tolomelli, fu però accusato formalmente e la pittrice fu dichiarata morta a causa di un'ulcera perforante (peritonite). Mito e supposizioni arbitrarie che però negli anni non si sono mai spenti, anche per la sua prematura scomparsa a soli ventisette anni d'età.
Il conte e biografo Carlo Cesare Malvasia, che all'epoca stava scrivendo le vite dei pittori bolognesi poi riunite in Felsina pittrice, quando seppe della morte della sua favorita, compose un sentito e accorato necrologio come se gli fosse venuta a mancare una figlia, più che un'analisi critica sulla vita e le opere dell'artista come per tutti gli altri pittori presenti nella sua raccolta.

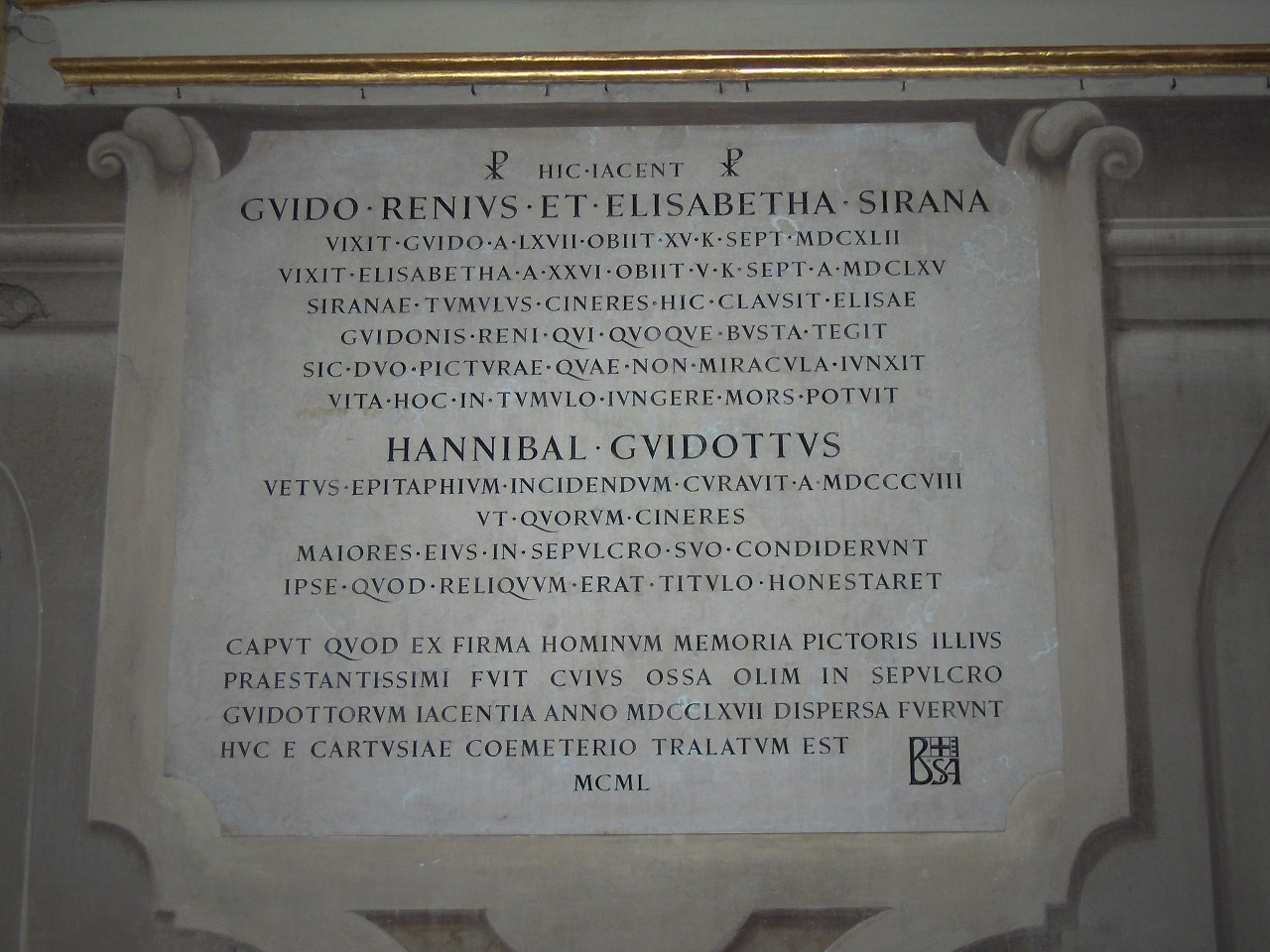
Iscrizione per la tomba di Guido Reni ed Elisabetta Sirani nella cappella del Rosario della Basilica di San Domenico (Bologna).

Il 29 agosto 1665 fu sepolta, accanto a Guido Reni, nel sepolcro della famiglia Guidotti nella cappella del Rosario della Basilica di San Domenico in Bologna e, alcuni giorni dopo, furono celebrate le esequie con gran pompa. Poeti e letterati le dedicarono varie composizioni in versi, che Giovanni Luigi Picinardi diede alle stampe insieme con la sua orazione funebre sotto il titolo Il pennello lacrimato, mentre il trentatreenne Bartolomeo Zanicchelli, assiduo frequentatore della scuola dei Sirani da quindici anni, ne fece il ritratto da morta.

## La "riscoperta"
Dopo un primo, modesto ridestarsi d'interesse nell'Ottocento romantico, che ne privilegiò gli aspetti biografici più "eroici" e patetici, la Sirani ha conosciuto un recente successo di critica dovuto a nuovi studi d'approfondimento sulla sua opera, notevolmente aumentati negli ultimi anni, tanto da spingere gli studiosi a diverse pubblicazioni monografiche a poca distanza l'una dall'altra.

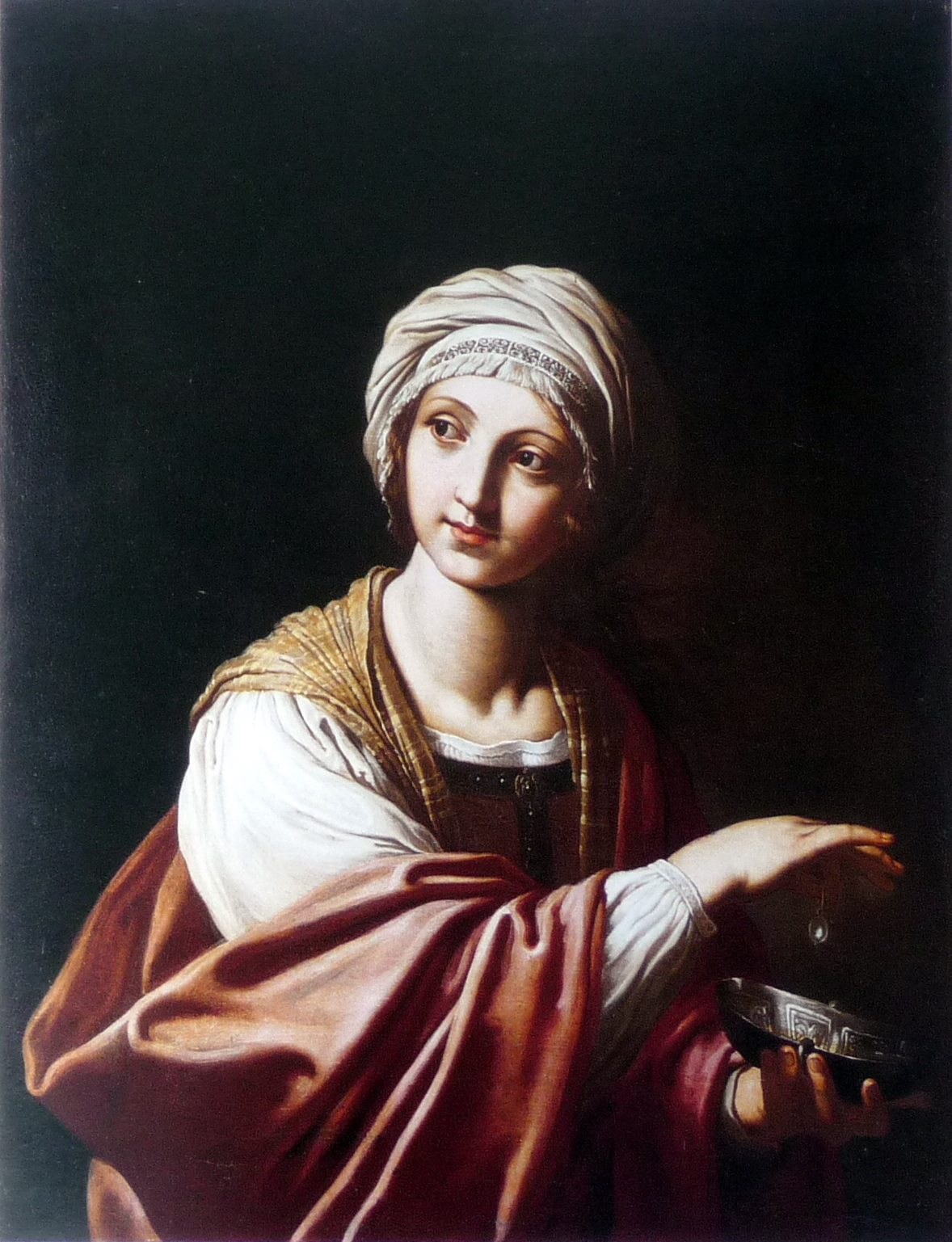
Cleopatra, Flint Institute of Arts, Flint (Michigan).

Un primo segnale di rivalutazione si può individuare nel 1947 quando, con la sostituzione dell'ordinamento repubblicano a quello monarchico, a Bologna l'antica "Scuola provinciale femminile di arti e mestieri", già denominata "Istituto femminile di arti e mestieri Regina Margherita" sotto il patronato reale, fu definitivamente intitolata a Elisabetta Sirani. Nel 1994 le è stato dedicato un cratere di 28 km di diametro sul pianeta Venere e, in quello stesso anno, è stato emesso un francobollo raffigurante il suo dipinto Madonna con Bambino di Washington all'interno della tradizionale serie natalizia dello United States Postal Service: la prima volta per l'opera d'arte di una donna.
La prima mostra monografica è datata 1995, mentre la prima monografia moderna è quella curata da Adelina Modesti nel 2004 (op. cit.). Negli anni 2010-2020 le opere più significative sono state scoperte ed attribuite dal ricercatore cesenate Alex Cavallucci: la Cleopatra di Modena, la Madonna Orante già nella pinacoteca nazionale di Bologna. Più di recente (luglio 2011), la compagnia teatrale bolognese Il Chiostro ha ripreso, fra storia, mito e leggende popolari, il tema del processo a Lucia Tolomelli per l'avvelenamento di Elisabetta Sirani in L'enigma della tela (un giallo nell'arte), uno spettacolo che combina i toni tragici del giallo con quelli comici della commedia, scritto da Giovanni Gotti ed Eugenio Bortolini che ne è stato anche regista ed interprete.

## Opere

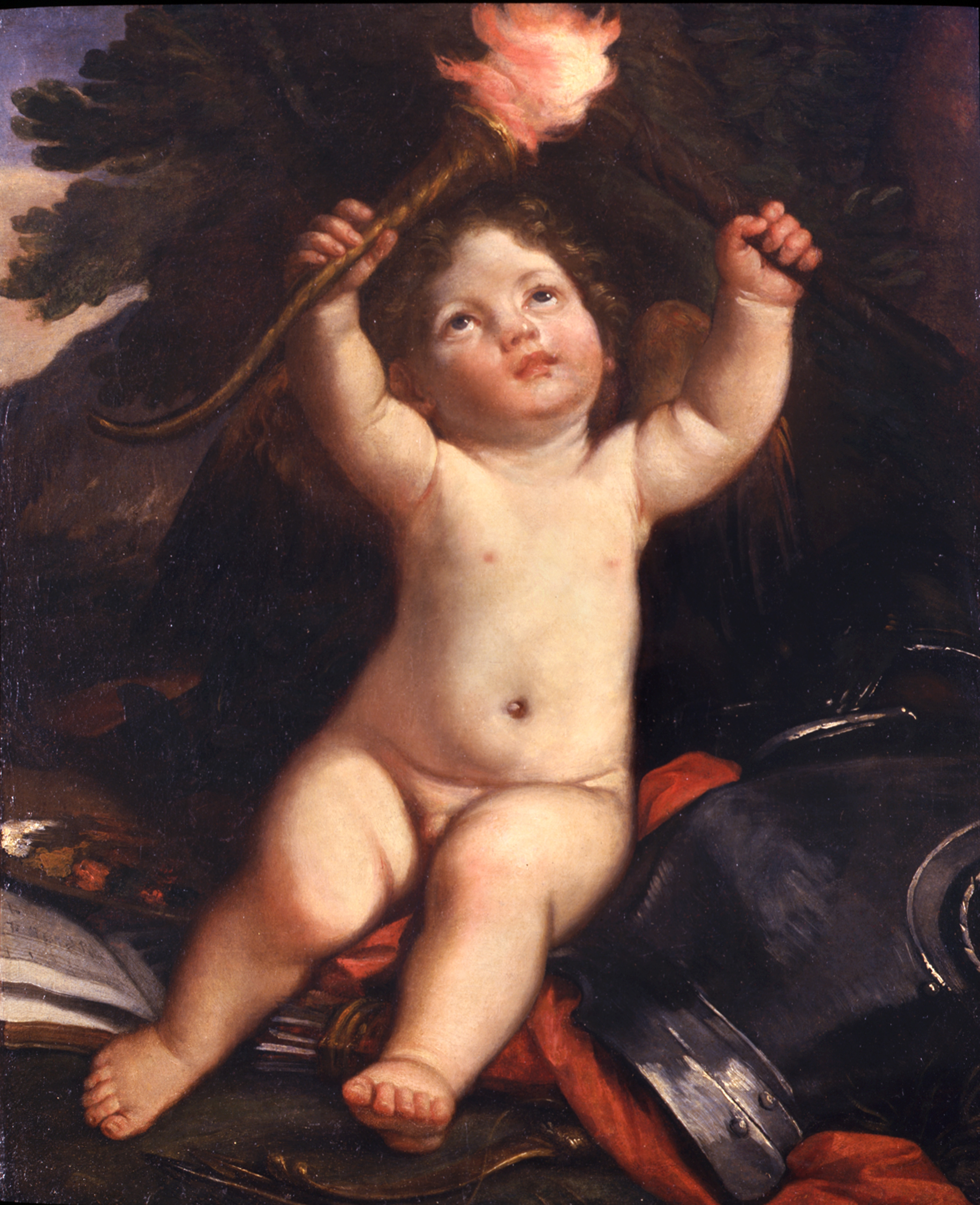
Trionfo di Amore, Collezione Mainetti (Roma).

- Amore e Psiche, Museum der Bildenden Künste, Lipsia
- Sant'Antonio da Padova e Gesù bambino, olio su tela, 92 x 75 cm.
- Giovanni Andrea Sirani: Madonna col Bambino e San Giovannino, Galleria dei dipinti antichi della Cassa di risparmio di Cesena.[15]
- Madonna con Bambino e i santi Francesco e Caterina d'Alessandria, chiesa di San Francesco, Pistoia, dipinto su tela, 420 x 280 cm.[16]
- Madonna con bambino e i santi Francesco ed Antonio, Parrocchia dei Santi Nazario e Celso, Vignola[17]
- Madonna lactans, Collezione Enrico Righi, Bologna
- S. Antonio con Gesù bambino, Galleria Estense, Modena
- Sibilla, Gallerie dell'Accademia, Venezia
- Vergine col Bambino, Quadreria dei Girolamini, Napoli
- Trionfo di Amore, Collezione M (collezione privata), olio su tela, 62 x 74,5 cm.
- Autoritratto con un paggio, École nationale supérieure des beaux-arts (dopo il 1650)
- 1657: Dalila, Collezione privata
- 1658: Battesimo di Cristo, chiesa di San Girolamo alla Certosa, Bologna
- 1658: Autoritratto come allegoria della Pittura, Museo Puškin delle belle arti, Mosca
- 1658: Giuditta con la testa di Oloferne, Walters Art Museum[18]
- 1658: Maddalena penitente, Collezione privata
- 1659: Allegoria della Musica, Collezione privata
- 1659: Timoclea uccide il capitano di Alessandro Magno, Museo di Capodimonte, Napoli
- 1660: Maddalena, Pinacoteca Nazionale di Bologna
- 1660: Ritratto di Ortensia Leoni Cordini in veste di santa Dorotea
- 1661: La Madonna della rosa, Museo di Stato, San Marino
- 1662: Sant'Antonio da Padova in adorazione davanti al Bambin Gesù, Pinacoteca Nazionale, Bologna
- 1663: Madonna con Bambino, National Museum of Women in the Arts, Washington, olio su tela, 86 x 69 cm.
- 1663: Ritratto di Vincenzo Ferdinando Ranuzzi in veste di Amore, Museo Nazionale, Varsavia
- 1664: La Giustizia, la Carità e la Prudenza, Comune di Vignola
- 1664: Cleopatra, collezione privata, Modena
- 1664: Galatea, Museo civico di Modena
- 1664: Porzia che si ferisce alla coscia, Stephen Warren Miles and Marylin Ross Miles Foundation, Houston
- 1664: Il bambino san Giovanni Battista nel deserto
- 1664: Circe
- 1664: Venere e Amore
- 1661 : Petit Amour Medicis, Collection privée.
- Anna Selbdritt mit dem Hl. Johannes, Vercelli, Museo Borgogna
- Madonna mit der Taube, 1663, Coll. Borromeo, Isola Bella
- Madonna mit der Birne, 1664, Faenza, Pinacoteca comunale
- Madonna mit Kind , 1663, Washington D.C., National Museum of Women in the Arts
- Die Kreuzigung der Zehntausend Märtyrer, 1656, Privatsammlung
- 1665: Ritratto di Anna Maria Ranuzzi Marsigli come Carità, Collezione d'arte e di storia della Cassa di Risparmio, Bologna

## Galleria d'immagini

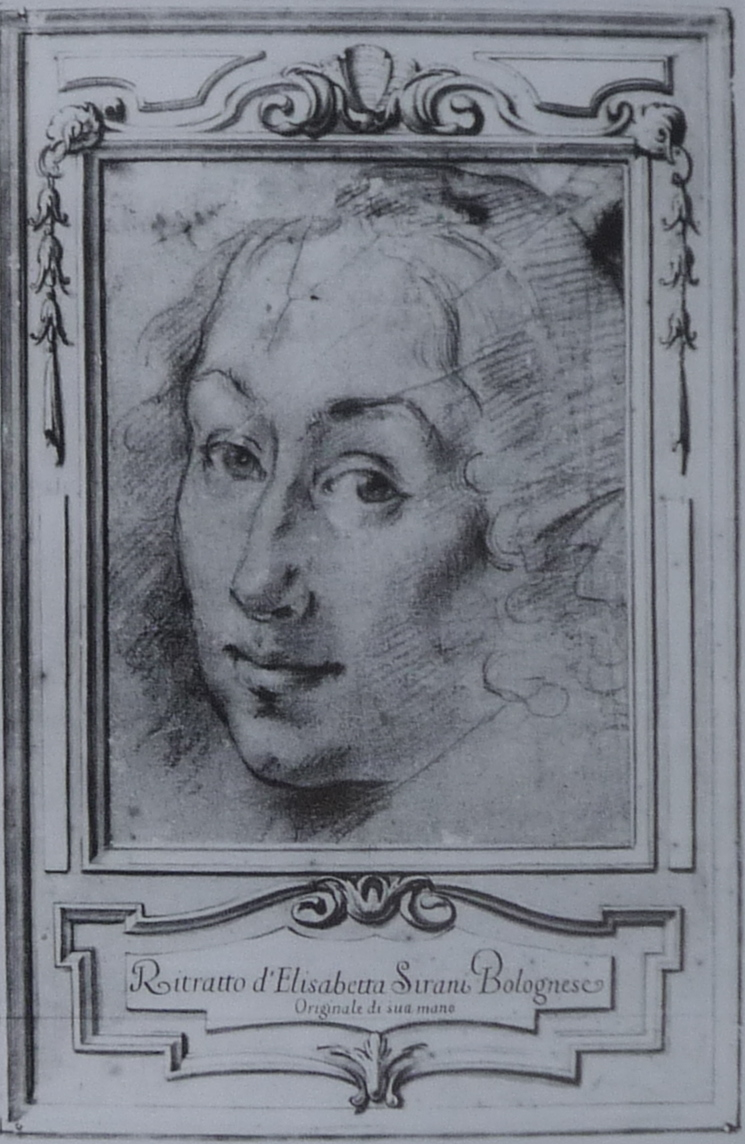
Autoritratto, National Museums, Liverpool
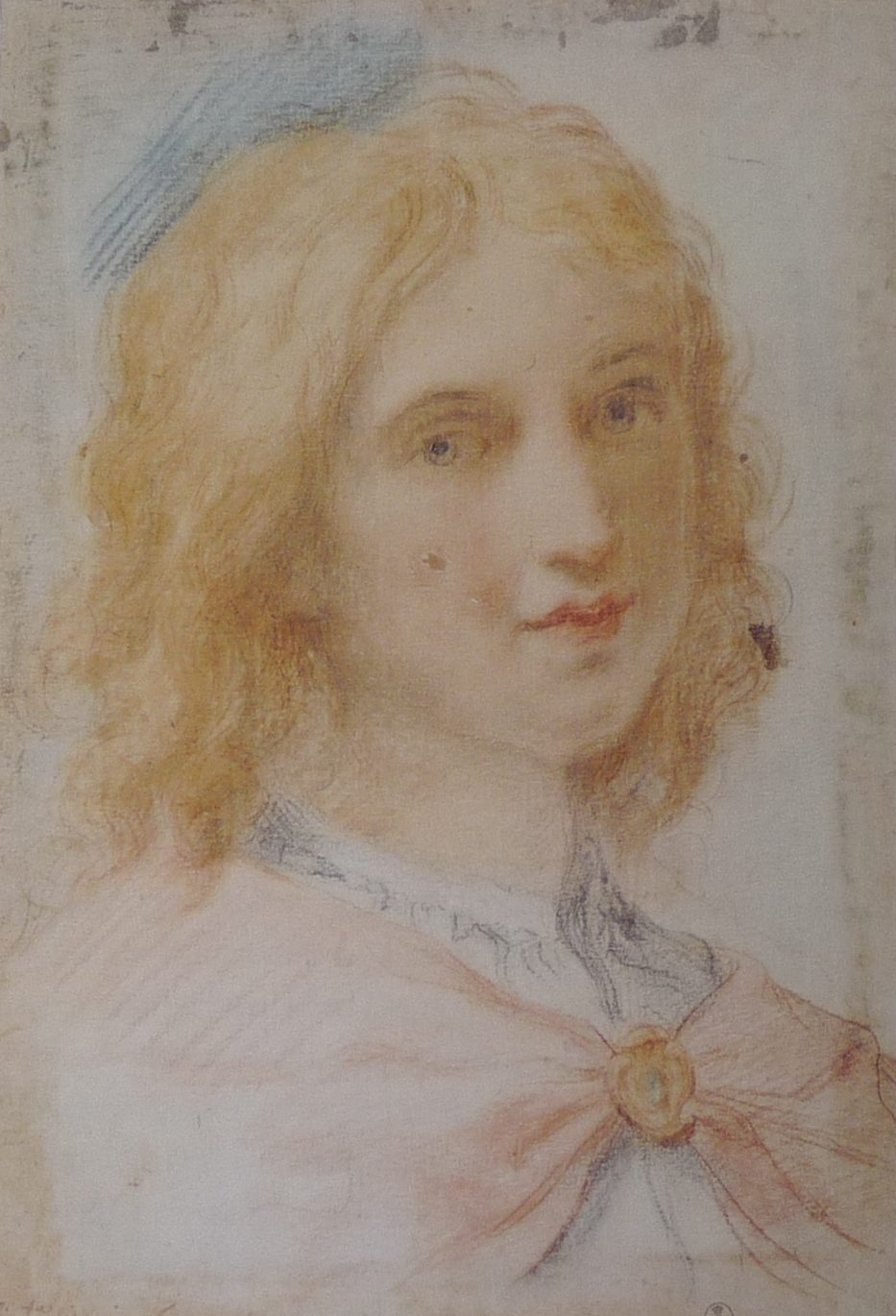
Autoritratto, Gabinetto Disegni e Stampe degli Uffizi, Firenze
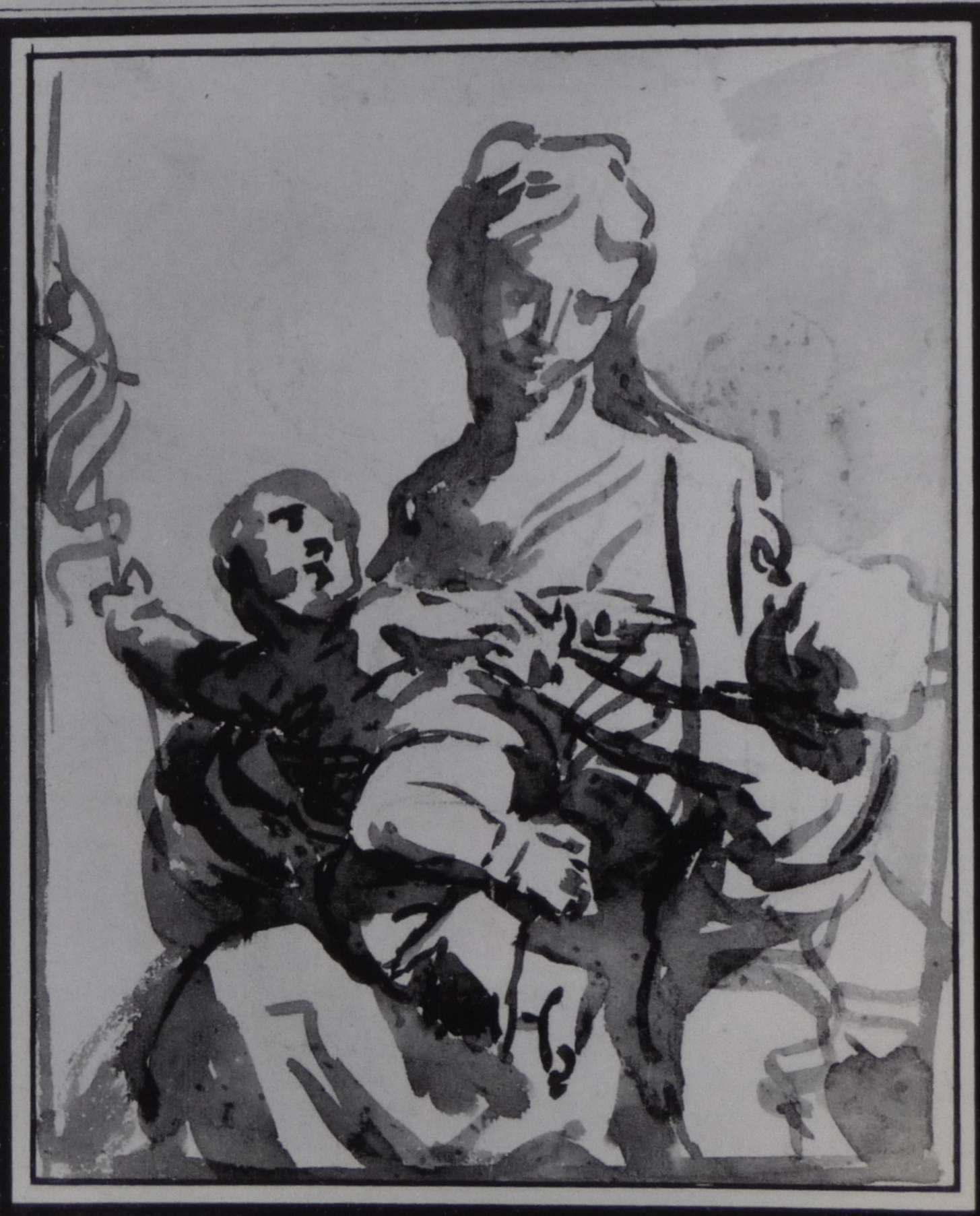
Madonna con Bambino
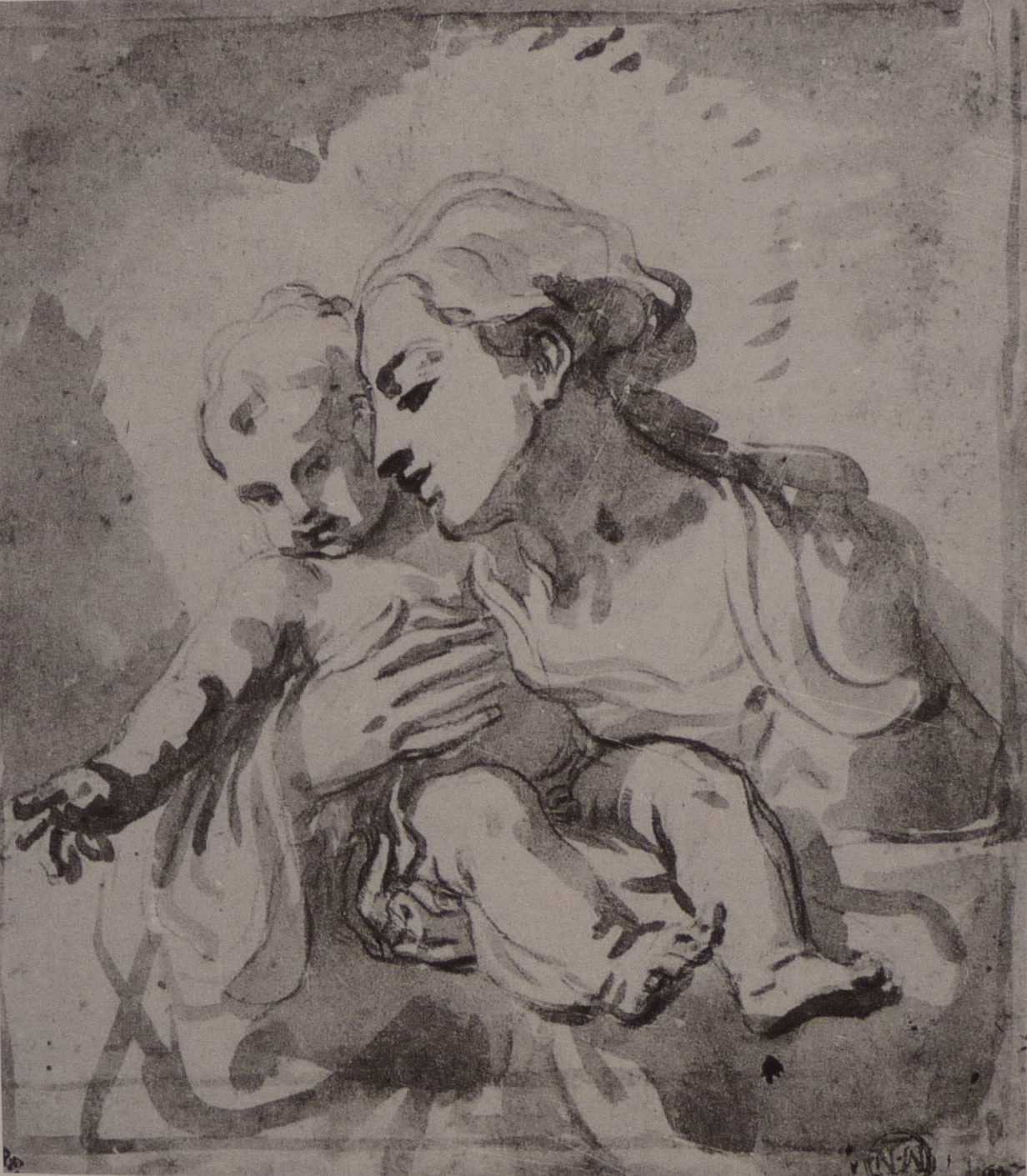
Madonna con Bambino
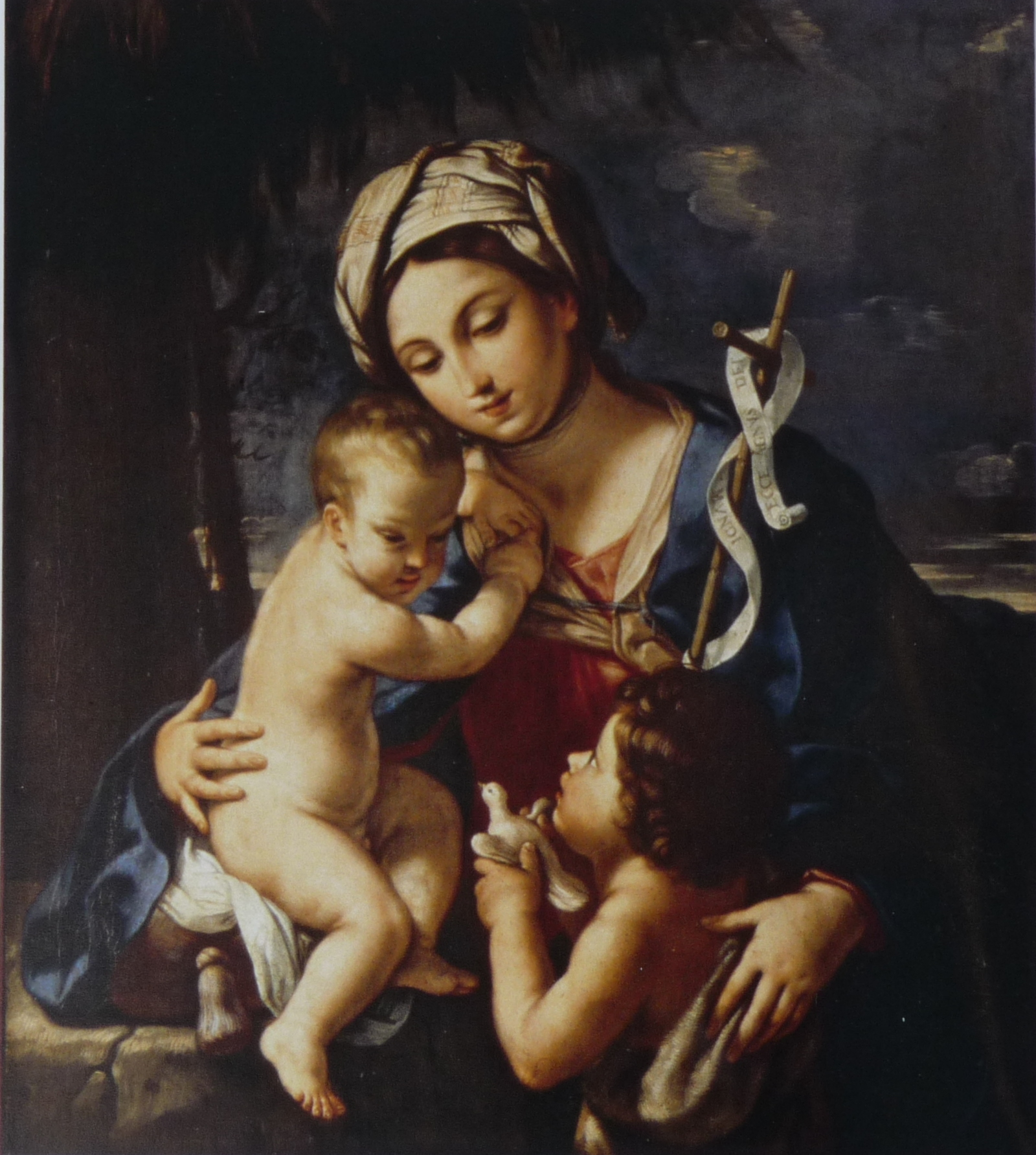
Madonna con Bambino e San Giovannino
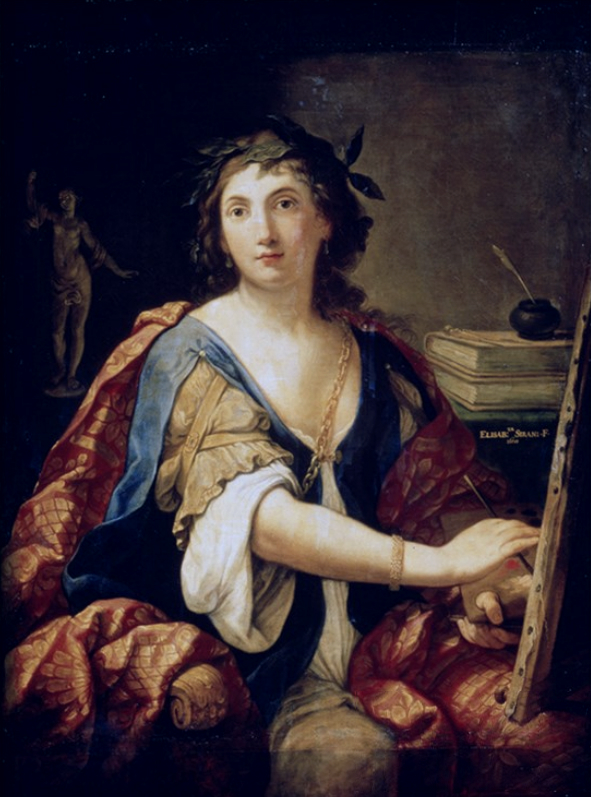
Autoritratto, 1658, Museo Puškin delle belle arti, Mosca
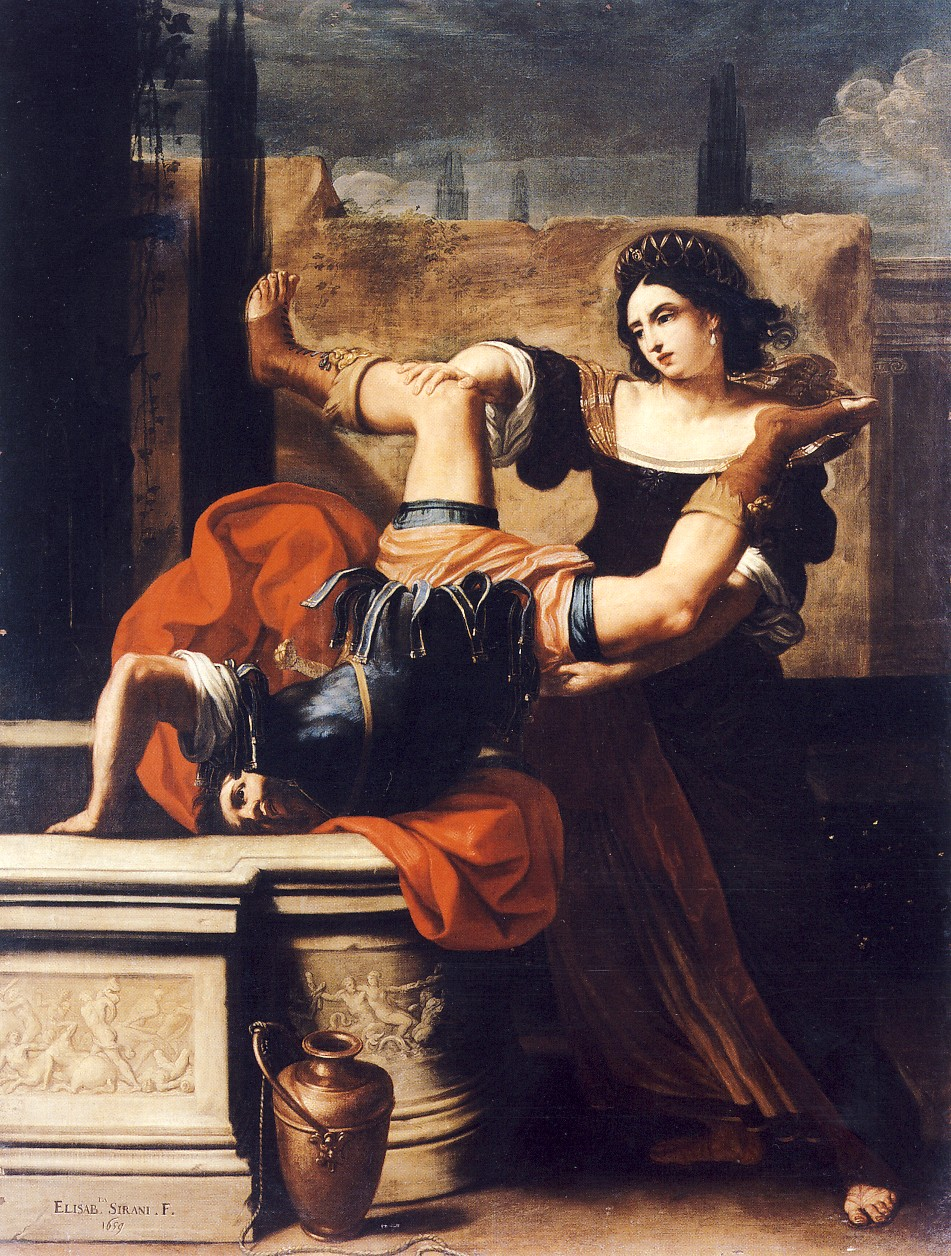
Timoclea uccide il capitano di Alessandro Magno, 1659, Museo di Capodimonte, Napoli
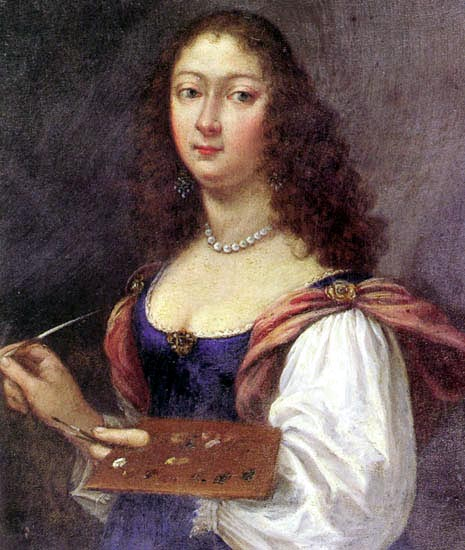
Autoritratto, 1660
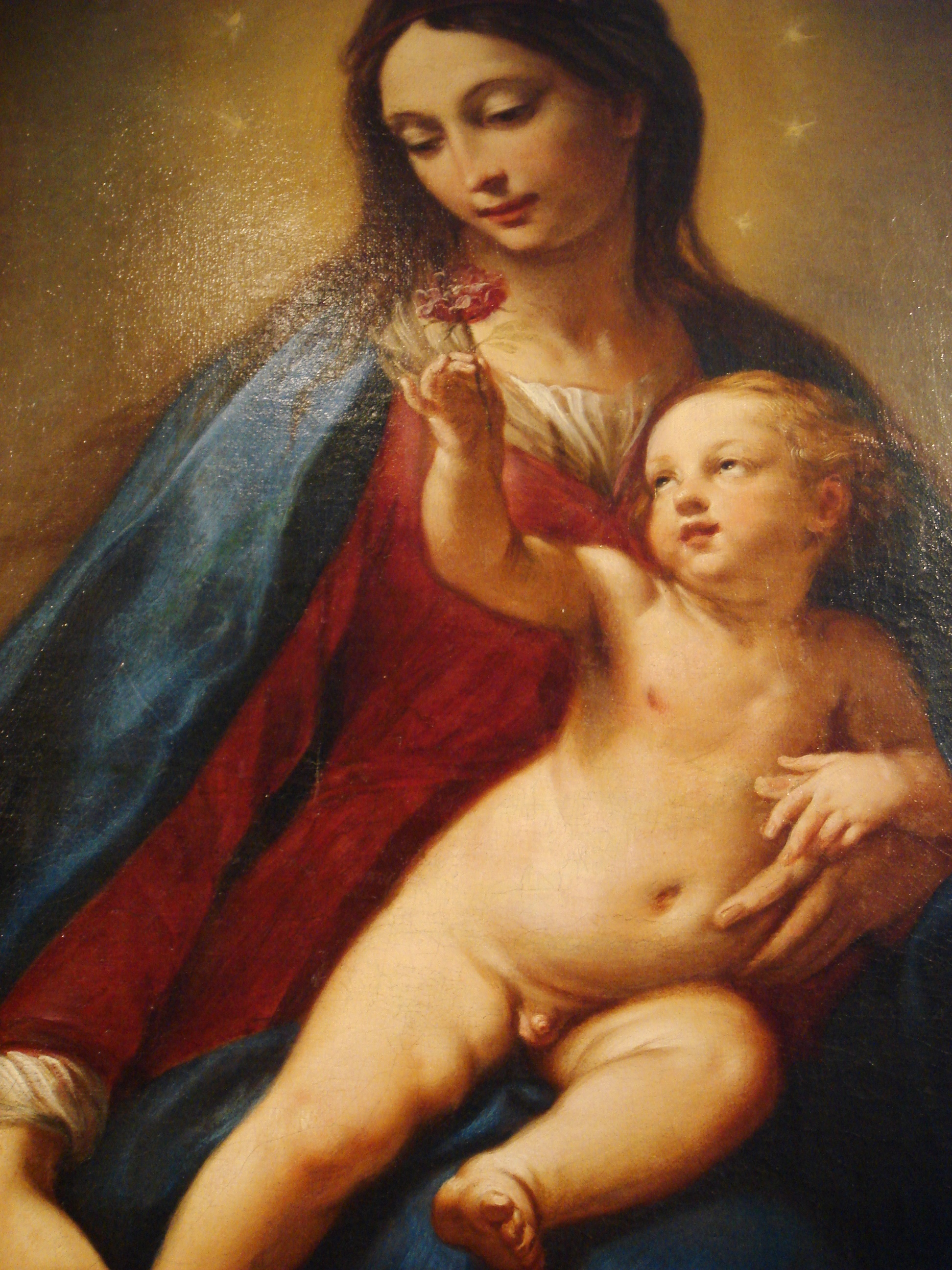
Madonna della Rosa, 1661, Museo di Stato, San Marino
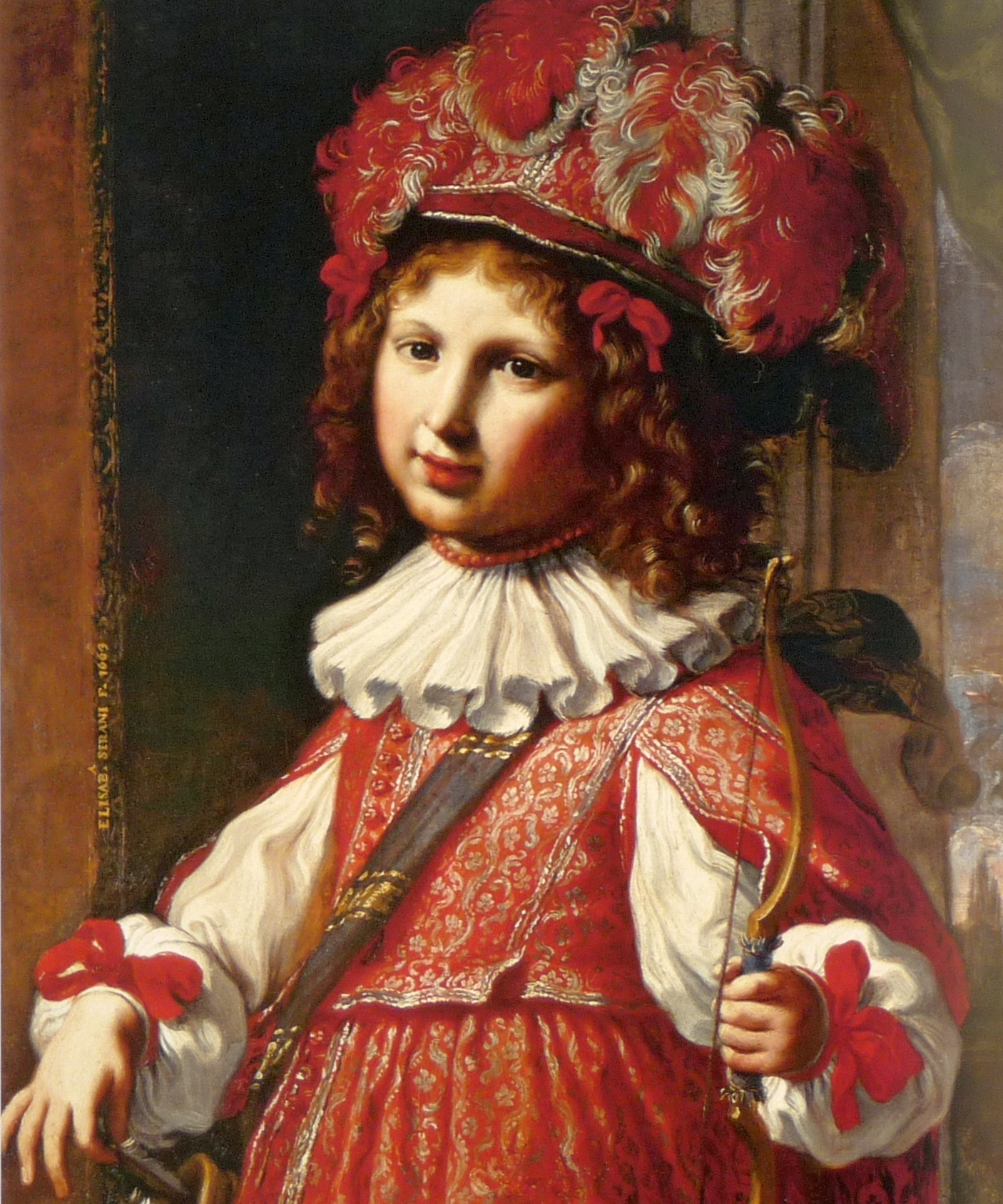
Ritratto di Vincenzo Ferdinando Ranuzzi in veste di Amore, 1663, Museo Nazionale, Varsavia
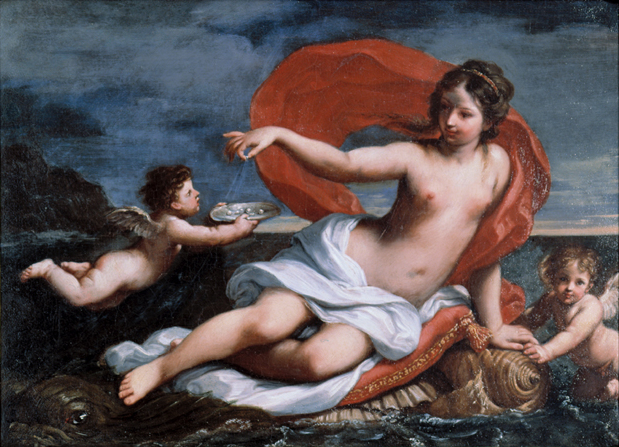
Galatea, 1664, Museo civico di Modena